# Schneehärte
Als Schneehärte wird der Widerstand bezeichnet, welchen Schnee gegenüber einem eindringenden Gegenstand aufbringt. Durch die Witterung ist die Schneedecke einer stetigen Veränderung unterworfen. So fällt bei sehr niedrigen Temperaturen Schnee meist in Form von Pulverschnee, durch Erwärmung und Wiedergefrieren wird der Schnee komprimiert, was sich ebenfalls auf die Härte des Schnees aus wirkt. Die Schneehärte wird in 6 Kategorien unterteilt: sehr weich, weich, mittelhart, hart, sehr hart und eis. Die Charakterisierung erfolgt hierbei mittels der Kraft in Newton und eines angenäherten Rammwiderstandes.